# Кулыжское сельское поселение
Кулы́жское се́льское поселе́ние — муниципальное образование в составе Вятскополянского района Кировской области России.
Центр — село Кулыги.

## История
Кулыжское сельское поселение образовано 1 января 2006 года согласно Закону Кировской области от 07.12.2004 № 284-ЗО. Село Кулыги, центр Кулыжского сельского округа.
.

## Население
| 2010 | 2012  | 2013 | 2014 | 2015 | 2016 | 2017 |
| ---- | ----- | ---- | ---- | ---- | ---- | ---- |
| 1071 | ↘1006 | ↘943 | ↘907 | ↘858 | ↘849 | ↗851 |
| 2018 | 2019  | 2020 | 2021 |      |      |      |
| ↘837 | ↘829  | ↘821 | ↗889 |      |      |      |

## Состав
В состав поселения входят 5 населённых пунктов (население, 2010):
- село Кулыги — 697 чел.;
- деревня Быз — 8 чел.;
- деревня Куршино — 344 чел.;
- деревня Пеньки — 19 чел.;
- деревня Старая Белогузка — 3 чел.